# François Huber

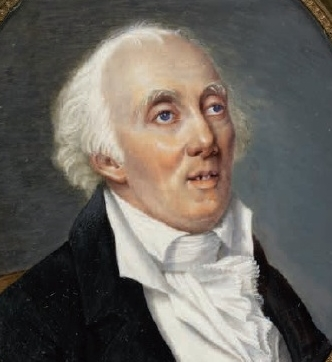
François Huber

François Huber (* 2. Juli 1750 in Genf; † 22. Dezember 1831 in Lausanne) war ein Schweizer Naturforscher.

## Leben
François war der Sohn des künstlerisch tätigen Juristen, Offiziers und Rates Jean Huber  (1721–1786) und von Marie-Louise Alléon. Er war der Grossneffe von Marie Huber. Er studierte an der Genfer Akademie und war ein Schüler von Charles Bonnet. Huber heiratete 1776 Marie-Aimée Lullin und lebte in Pregny.
François Huber widmete sich der Erforschung der Lebensverhältnisse der Bienen. Er erkrankte im Alter von fünfzehn Jahren an einem Augenleiden, das 1773 – im Alter von 23 Jahren – zur Erblindung führte. Seine Forschungen führte er mit der Hilfe des Dieners François Burnens und der Ehefrau durch: Sie beobachteten die Bienen in den aus Glas konstruierten, aufklappbaren Bienenstöcken. Huber erlangte Anerkennung mit seinen 1792 in „Nouvelles observations sur les abeilles“ (Neue Beobachtungen über die Bienen) veröffentlichten Resultaten. Auch wurde er „Bienen-Huber“ („Huber des abeilles“) genannt. Danach arbeitete er zusammen mit Jean Senebier über das Keimen von Samen.
Huber war Mitbegründer der Genfer „Société de Physique et d’Histoire Naturelle“ (Gesellschaft für Physik und Naturgeschichte). Ab 1813 war er korrespondierendes Mitglied der Pariser Académie des sciences. Augustin-Pyrame de Candolle benannte die brasilianische Baumart Huberia burma nach ihm.

## Nachkommen
Sein Sohn Jean Pierre (* 23. Januar 1777 in Genf; † 22. Dezember 1840 in Yverdon), genannt Pierre Huber, beobachtete im Sinn seines Vaters Hummeln, Blattwespen, Käfer, namentlich aber Ameisen und schrieb: Recherches sur les moeurs des fourmis indigènes (Paris 1810), welche als Hauptwerk gilt. Über Hummeln schrieb er den als wertvoll angesehenen Artikel Observations on several Species of the Genus Apis, known by the Name of Humble-bees, and called Bombinatrices by Linnæus (London 1801). Er erstellte etliche Illustrationen für die Bücher seines Vaters.

## Werke
- Nouvelles observations sur les abeilles. Barde Manget, Genf 1792. (Englische Übersetzung New Observations on the Natural History Of Bees. Edinburgh 1806. Deutsche Übersetzung Neue Beobachtungen über die Bienen mit Anmerkungen hrsg. von Kleine, Einbeck; 1856–59, 2 Bände.) Zweite Ausgabe (Genf und Paris, 1814) zugänglich über e-rara, doi:10.3931/e-rara-22653.
- Manuel pratique sur la culture des abeilles. Paris 1796.
- mit Jean Senebier: Mémoires sur l’influence de l’air et de diverses substances gazeuses dans la germination de différentes graines. J.J. Paschoud, Genf 1801.